# 마헤르 사브라
마헤르 모함메드 사브라(아랍어: ماهر محمد صبرا, 1992년 1월 14일 ~)는 레바논의 축구 선수로 현재 네지메 SC에서 수비수로 뛰고 있다.